# Tianna Madison

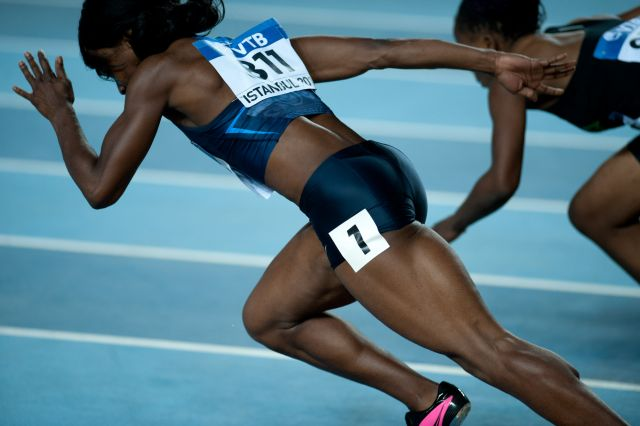
Aquesta imatge esta treta el día del récord.

Tianna Bartoletta (de soltera Madison; nascuda el 30 d'agost de 1985) és una atleta nord-americana de pista i camp especialitzada en esdeveniments de salt de llargada i esprint de curta durada. Va participar dues vegades als Jocs Olímpics, guanyant tres medalles d'or. Als Jocs Olímpics d'Estiu de 2012 va quedar quarta a la cursa dels 100 metres i després va guanyar el seu primer or al liderar el rècord mundial 4 × 100 m de relleus, amb un temps de 40,82 segons. Als Jocs Olímpics d'Estiu de 2016 va guanyar dos ors més, primer amb un millor marca personal per guanyar el salt de llargada i després de nou liderant el victoriós equip de relleus 4 × 100 m.
També va guanyar el Campionat del Món de salt de llargada el 2005 i el 2015, i el Campionat Mundial Indoor de salt de longitud el 2006. També va ser impulsora de l'equip bobsled dels Estats Units el 2012.